# Лоб

Лоб (лобная область), устар. «чело» — анатомическая область головы человека, ограниченная волосистой частью головы сверху и бровями (надглазничным краем лобной кости) снизу. По бокам лоб ограничен висками. Наиболее крупная мышца лобной области — лобное брюшко затылочно-лобной мышцы.
Устаревшее название лба — чело, сохранившееся в некоторых выражениях, словах и словосочетаниях, например «чёлка», «бить челом», «человек».

## Значение в религии и в общественной жизни
У христиан ограждение себя крестным знамением начинается со лба.
У инглиистов ограждение перуницей также начинается со лба.
На службах во время Пепельной среды у католиков проводится специальный обряд посыпания голов верующих освященным пеплом (иногда вместо посыпания пеплом головы наносится на лоб пеплом знак креста).
Есть народности, у которых прикосновение лбами заменяет рукопожатие и приветствие.